# Rivières (groupe)
Pour les articles homonymes, voir Rivières.
Rivières est un groupe de pop romantique français, originaire de Meaux, en Seine-et-Marne. Formé en 2002, Rivières était un power trio de rock du nom de Ladylike Dragons, anciennement Cobalt. En 2017, le groupe est composé de Cindy Jacquemin, Sébastien Chaillou, Yann Forléo, Alexis Campet et Rémy Papin.
Sous le nom de Cobalt, le groupe publie un premier EP homonyme. En 2006, sous le nom The Olympic Dragons, les membres publient un nouvel EP intitulé Crazy Nerds. En février 2009, ils se rebaptisent Ladylike Dragons, et publient leur premier album studio intitulé Heart Burst la même année, suivi de Turn them Into Gold en 2011. En 2017, les membres changent de nouveau de nom pour devenir Rivières, et publient un nouvel album studio intitulé A Field of Joy.

## Biographie

### Origines et débuts (2001–2008)
Lorsqu'elle est au lycée, Cindy assiste à l'enregistrement de l'émission Taratata. C'est à cette période qu'elle décide de faire de la musique son métier. Elle rencontre Sébastien dans une école de musique à Nancy en Lorraine en 2001 et ensemble ils commencent à composer  à la guitare ,. En 2002, ils forment le groupe Cobalt avec Carine au violon et Victor à la basse. Le groupe joue de la musique folk,. Yann rejoint le groupe à la batterie en 2004. Il joue de la batterie depuis qu'il a 11 ans et étant adolescent il voulait ouvrir un magasin de musique. À la suite de problèmes d'emplois du temps respectifs, Cindy joue de la basse. 
En 2006, Cindy, Sébastien et Yann décident de former le trio rock The Olympic Dragons. Durant cette période, ils font la première partie d'artistes tels que Kill the Young, IAMX, Queen Adreena ou Mademoiselle K. En juillet 2008, ils sont repérés outre-manche et invités à jouer à Manchester par le label Babyboom Records. En septembre ils jouent aux Muzik'Elles de Meaux où ils sont le coup de cœur du festival,. En octobre de la même année, pour se donner les meilleures chances de réussir, ils lancent leur propre label Nice and Rough Records. À cette même période, le Comité national olympique et sportif français les repère également mais pas pour les mêmes raisons. À la suite d'une lettre sur l'utilisation du terme « Olympic » ils se voient obligés de changer de nom,,.

### Heart Burst(2009–2010)
En février 2009, ils se rebaptisent Ladylike Dragons. Leur nom fait référence à leur côté réservé, poli, distingué dans la vie et à l’énergie qu'ils déploient sur scène. En juin 2009, ils gagnent le concours Ouï Love MySpace grâce au vote du public et jouent au festival Solidays. 
Le 12 octobre 2009 sort leur premier album Heart Burst enregistré au studio Le Pressoir. Produit par Manu Bachet et le groupe lui-même, il est orienté garage rock. Le mastering sera confié à Ian Cooper des Metropolis Studios. L'album est enregistré en deux semaines en quasi live avec le groupe dans une seule pièce ce qui lui donne un son brut. Ils entament alors une tournée sur les routes de France. En avril 2010, ils jouent en off au Printemps de Bourges (3 P'tits Cochons) puis en mai à Herbe en Zik et aux 24 heures de l'INSA de Lyon. En novembre 2010, ce sera pour le festival Le Père Noël est-il un Rocker ?,. Durant leur tournée, ils sont repérés par Izia qui jouait a Aubenas dans une salle voisine de la leur. Séduite par le groupe, elle leur demande de faire sa première partie sur 9 dates.

### Turn them Into Gold(2011–2012)
Le 10 octobre 2011 sort leur deuxième album, intitulé Turn them Into Gold, aux accents plus rock classique. Le titre Magic Potion est une référence au groupe The Black Keys qui avait sorti un album éponyme en 2006. Cet album enregistré au studio Le Hameau est produit par Manu Bachet et Sébastien Hoog, guitariste d'Izia. Cette exigeante collaboration aboutie à un album plus épuré, comparé au premier album, et ou le groupe a fait évoluer ses habitudes de travail,. 
Le mastering sera de nouveau réalisé par Ian Cooper. Il s'ensuit une deuxième tournée dans toute la France. À la fin d'octobre 2011, ils jouent en off aux Nuits de Champagne. En avril 2012, ils annoncent travailler sur de nouvelles chansons et en juillet ils jouent au Festival en Othe.

### A Field of Joy(depuis 2013)
Après deux ans et demi de silence musical, le groupe revient avec une nouvelle formation à cinq et une orientation plus pop orchestrale. Le groupe accueil Alexis comme nouveau clavier et Rémy qui remplace Cindy à la basse. Ils présentent leurs nouveaux titres fin janvier 2015 au File7 de Magny-le-Hongre. Le 29 avril 2016, le groupe donne son premier vrai concert à l'espace Caravelle de la ville de Meaux avec une nouvelle scénographie. Pour l'occasion, celui-ci est accompagné par l'harmonie et une chorale de la ville. 
La sortie du troisième album est alors annoncée pour septembre 2016. Le 12 mai 2016, le groupe achève favorablement une collecte de fond sur le site KissKissBankBank, ce qui leur permet de financer une partie de leur nouveaux spectacle et une partie de leur nouvel album. Le 28 octobre 2017, le groupe sort officiellement l'album A Field of Joy sous le nouveau nom du groupe désormais baptisé Rivières.

## Membres

### Membres actuels
- Cindy Jacquemin - chant (Fender Jazz Bass ou électroacoustique Guild)
- Sébastien Chaillou - guitare, chœurs (Gibson Les Paul équipé d'un vibrato Bigsby, Fender Telecaster Thinline, Fender Jazzmaster ou Fender Stratocaster, guitare Takamine pour les versions acoustiques)
- Yann Forléo - batterie (Tama Starclassic Performer)
- Alexis Campet - clavier (Young Chang droit pour les versions acoustiques)
- Rémy Papin - basse (Fender Jazz Bass)

### Anciens membres
- Carine Gontran - violon
- Victor Marques - basse